# 犬の心臓
『犬の心臓』（いぬのしんぞう、露: Собачье сердце）は、ミハイル・ブルガーコフが執筆した小説。『犬の心』という訳もある。

## 歴史
小説は1925年の1月から3月にかけて書かれた。1926年5月7日に国家政治保安部がブルガーコフを対象に行った家宅捜索（令状2287、事件45）で小説の原稿も押収された。3つの版があるがその全てがモスクワのロシア国立図書館に保管されている。
この小説は1960年代のソ連では サミズダートで広まった。
1967年に『犬の心臓』の不完全版がブルガーコフの妻エレーナ・ブルガーコワ（露: Булгакова, Елена Сергеевна）に無断で亡命者によって西欧の出版社に持ち込まれた。そして1968年にフランクフルトで雑誌「グラーニ」（露: журнал "Грани"）とイギリスのアレク・フレゴン（露: Флегон, Алек）の雑誌『ストゥデェント』で発表された。
1987年6月になってようやく、この小説は『ズナーミャ』（露: журнал "Знамя")』誌に掲載された。しかしこの版の基となったのは1000か所以上の間違いや歪曲のある上述の1967年の原稿であった。 1989年まで、全ての版がこの体裁のままで発行された。1989年に文芸評論家のリディヤ・ヤノフスカヤ（露: Яновская, Лидия Марковна）が二巻からなる『ブルガーコフ特選集』で原版に基づいた『犬の心臓』を初めて発表した。

## 概要
1924年12月のモスクワ。優秀な外科医のフィリップ・フィリーパヴィチ・プレオブラジェンスキー教授と、その助手イワン・アルノルドヴィチ・ボルメンタール博士は、若返りの研究において優れた成果を上げた。研究の中で、プレオブラジェンスキー教授は野良犬に人間の脳下垂体と睾丸を移植するという前代未聞の実験を思いつく。実験動物として選ばれたのは野良犬のシャリクであった。手術の結果は期待を上まわるもので、シャリクは徐々に人間の姿になり始めるも、シャリクが臓器の元の持ち主であった浮浪者のクリム・チュグンキンのような無作法な飲んだくれになっていたことがすぐに明らかになった。
犬が人間になったという話は低俗な新聞で持ち切りとなり、教授の家の前には物見高い人々が集まるようになった。しかし、プレオブラジェンスキー教授は悪い結末を予感したため、手術の結果を喜ばなかった。
一方、シャリクは共産主義活動家のシュヴォンデルの影響で、自分はプレオブラジェンスキー教授と助手のボルメンタール博士のようなブルジョワジーの圧政に苦しむプロレタリアートであると考え、教授たちに反抗するようになる。
住宅委員会の委員長シュヴォンデルは、シャリクにポリグラフ・ポリグラーフォヴィチ・シャリコフという名で身分証明書を渡し、野良動物の捕獲、駆除（清掃）の仕事を与え、また教授にシャリコフを自身のアパートの住人として登録するよう強制した。シャリコフは仕事で早く出世し、課長になった。シュヴォンデルの悪影響で共産主義の文学をかじり、調子に乗って状況を支配していると感じたシャリコフは、教授に無礼な態度を取り、家では無作法にふるまい、金品を盗み、使用人に言い寄るようになった。ついには、シャリコフは教授とボルメンタール博士についての偽の密告書を当局に提出するまでになった。しかし、この密告は影響力のある教授の患者の干渉により法執行機関には届かなかった。その後、プレオブラジェンスキー教授とボルメンタール博士はシャリコフに家から出ていくよう告げるが、彼はそれを拒否した。二人は、シャリコフの横暴な振る舞いに耐え切れず、シャリコフにシャリクの脳下垂体を移植するという逆の手術を行った。その後、彼は人間の姿から犬の姿へと徐々に戻っていく。

## 登場人物
シャリク（露: Шарик）
プレオブラジェンスキー教授がモスクワの通りで拾った野良犬。
ポリグラフ・ポリグラーフォヴィチ・シャリコフ（露: Полиграф Полиграфович Шариков）
プレオブラジェンスキー教授の手術により犬から人間に変身した男
フィリップ・フィリーパヴィチ・プレオブラジェンスキー（露: Филипп Филиппович Преображенский）
1920年代のモスクワに住む世界有数の優秀な外科医
イワン・アルノルドヴィチ・ボルメンタール（露: Иван Арнольдович Борменталь）
若い医師でプレオブラジェンスキー教授の弟子にして助手
ジナイダ・プロコーフィエヴナ・ブーニナ（露: Зинаида Прокофьевна Бунина）
プレオブラジェンスキー教授の家政婦
ダリア・ペトローヴナ・イワノーヴァ（露: Дарья Петровна Иванова）
プレオブラジェンスキー教授の料理人
フョードル（露: Фёдор）
プレオブラジェンスキー教授の家の門番
クリム・グリゴリエヴィチ・チュグンキン（露: Клим Григорьевич Чугункин）
喧嘩で死亡した窃盗の常習犯で、彼の脳下垂体と睾丸はシャリクに移植された。
シュヴォンデル（露: Швондер）
住宅委員会の委員長
ヴャージェムスカヤ（露: Вяземская）
アパートの文化活動部長
ペストルーヒンとジャロフキン（露: Пеструхин и Жаровкин）
住宅委員会のメンバーでシュヴォンデルの同僚
ピョートル・アレクサンドロヴィチ（露: Пётр Александрович）
保健大臣でプレオブラジェンスキー教授の友人で患者
ヴァスネェツォーヴァ（露: Васнецова）
モスクワ公共事業局動物処分課のタイピスト

## 関係情報
- 物語の主要な出来事が展開される「カラブホフ・ハウス」（露: Калабуховский дом）の原型は、建築家のS.F.クラージン（露: Кулагин,_Семён_Фёдорович）が自身の設計と資金で1904年に建てた集合住宅（モスクワ、プレチステンカ通り24番）であった。
- プレオブラジェンスキー教授は作中、「セビリアからグラナダまで…夜の静かな夕暮れの中で」と度々歌っている。これはピョートル・チャイコフスキーの歌曲『ドンファンのセレナーデ』で、歌詞はアレクセイ・コンスタンチノヴィッチ・トルストイの『ドンファン』の詩からきている。ブルガーコフはこれにより、教授の若返り手術とドンファンを結び付けようとしている。
- 教授は12月24日から1月6日まで、カトリック教会のクリスマス・イヴから正教会のクリスマス・イヴにかけてシャリクの手術を行った。シャリクの変化は1月7日の正教会のクリスマスに起こった。
- シャリコフを悪魔の具現者と捉えられるとの意見もある。それは彼の頭髪は「根こそぎにされた野原の茂みのように硬い」と作中で語られるように、外見にも表れている。また、シャリコフはプレオブラジェンスキー教授にフィグ・サイン（ロシア語ではшишという）を見せた。このшишはフィグ・サインを表す言葉であるのと同時に悪魔の逆立った頭髪も意味する。
- プレオブラジェンスキー教授の原型とされるのは著者のミハイル・ブルガーコフの母方の叔父（母の弟）である産婦人科医のニコライ・ミハイロヴィチ・ポクロフスキーである。彼のアパートはプレオブラジェンスキー教授のアパートの説明と似ており、さらに彼は犬を飼っていた。この仮説はブルガーコフの最初の妻であるタチアナ・ニコラエヴナ・ラッパ（露: Лаппа, Татьяна Николаевна）の回想録でも確認されている。プレオブラジェンスキー教授の患者の原型は、当時の作家や著名人が多いとされるが、他の説も存在する。
- 作中でプレオブラジェンスキー教授がそれについて愚痴を述べ、またシュヴォンデルも委員長を務めていた住宅委員会は、実際には革命後の初期ソ連時代には機能しなかった。例えば1918年10月14日の政府からクレムリンの住民への指令を引用すると「住宅委員会は法律で与えられた責務を全く果たさない。中庭や広場、家、階段、廊下、アパートの汚れは恐ろしいものだ。ゴミは何週間も回収されずに階段の踊り場に広がり、病気の感染源となる。また、階段は一切掃除されず、中庭には何週間も動物のフン、ゴミ、猫や犬の死体が転がっている。野良猫は至る所を歩き回り病気を媒介している。街中ではスペインかぜが蔓延し、それはクレムリンにも入り込み多くの死をもたらしている。」
- 犬から人間に変身したシャリクが二番目に発した『Абырвалг』（アブィル・ヴァルグ）という言葉はГлаврыба(露: 中央鮮魚店)[1]の逆読みである。また、最初に発したのはрыба（魚の意）の逆読みであるабыр（アブィル）であった。シャリクがこの言葉を右から左に発したのは犬であったシャリクが「Главрыба」の看板で読むことを覚えたためである。その看板の左側には常に警察官が居たため、シャリクは看板の右側から近づいて右から左に読むようになった。
- ロシアのロックバンド「アガサ・クリスティー」(露: Агата Кристи）の曲「犬の心臓」はシャリクの独白が歌詞になっている。

## 政治風刺としての作品
この物語の最も一般的な政治的解釈は「ロシア革命」の思想そのもの、つまりプロレタリアートによる社会意識の「覚醒」である。そしてシャリコフをルンペンプロレタリアートの比喩として捉えるのが一般的である。つまりシャリコフは多くの権利と自由を思いがけず手に入れたが、すぐに利己的な性質を現し、自身の同類とそれらの権利を与えた人々の両方を裏切り破壊する（元野良犬でありながら人間の見た目を手に入れたシャリコフが他の野良動物を駆除して出世する）ということである。クリム・チュグンキンは酒場で音楽を演奏することで生計を立てていたが犯罪者であった。物語の終わりは人工的に見え、外部からの干渉（デウス・エクス・マキナ）もなく、シャリコフの創造主らの運命は定まっていたように見える。ブルガーコフはこの作品で1930年代の大規模な弾圧を予言したという見方もある。
ブルガーコフ研究者の多くは『犬の心臓』を1920年代半ばの国家指導部についての政治風刺であり、それぞれの登場人物の原型に当時の国家の上層部を持つと考えている。特にシャリコフとチュグンキンの原型にはヨシフ・スターリン（チュグン「銑鉄」、スターリン「鋼鉄の」と両方とも鉄に関する名を持つ）、プレオブラジェンスキー教授はウラジーミル・レーニン（国を変革した）、常にシャリコフと衝突するボルメンタール博士はレフ・トロツキー、シュヴォンデルはレフ・カーメネフ、召使のジナイダはグリゴリー・ジノヴィエフ、ダリアはフェリックス・ジェルジンスキーとされる。

## 検閲
この原稿がモスクワのガゼトヌィ通りの作家の集まりで読まれた場に出席していた国家政治保安部の代表者は、作品を「モスクワの最も優れた文学会で読まれたこの作品は全ロシア詩人連合の会合で読まれるような無益で無害なものよりはるかに危険である」とした。
『犬の心臓』の初版にはロンドンのソ連全権大使クリスチアン・ラコフスキーやその他の政府役員の恋愛スキャンダルについて当時の知識人の間で話題になっていたことについての明らかな仄めかしがあった。
ブルガーコフは『犬の心臓』を自らの文芸作品集『ネドラ』の中で発表したかったのだが、作品は文芸出版総局に作品を送ることさえ止められた。
作品を気に入ったニコライ・アンガルスキーはレフ・カーメネフにそれを手渡すことはできたが、カーメネフは「この現状への鋭い風刺は決して出版されるべきではない」と述べた。
『犬の心臓』の原稿は1926年のブルガーコフのアパートの家宅捜索の際に押収され、3年後にマキシム・ゴーリキーの嘆願書が提出されて初めて著者の元に戻った。
作品は1930年代にはすでにサミズダートで世間に広まっていた。

## 映画化
| 公開年 | 製作国            | 題名                                                          | 監督                       | プレオブラジェンスキー教授役     | ボルメンタール博士役   | シャリコフ役                 |
| ------ | ----------------- | ------------------------------------------------------------- | -------------------------- | -------------------------------- | ---------------------- | ---------------------------- |
| 1976年 | イタリア 西ドイツ | Cuore di cane（イタリア） Warum bellt Herr Bobikow?（ドイツ） | アルベルト・ラットゥアーダ | マックス・フォン・シドー         | マリオ・アドルフ       | コーキ・ポンゾーニ           |
| 1988年 | ソビエト連邦      | Собачье сердце                                                | ウラジーミル・ボルトコ     | エフゲニー・エフスティグネーエフ | ボリス・プロートニコフ | ウラジーミル・トロコンニコフ |

## 楽曲での引用
- 『Собачье сердце』、ボリス・ティシチェンコの室内楽団のための短編。（1988年）
- 『Собачье сердце』、アレクサンドル・ラスカートフ（英語版、ロシア語版）のオペラ。（2010年アムステルダムで初演）

## 日本語訳
ミハイル・ブルガーコフ『犬の心臓』
- 水野忠夫訳、河出書房新社、1971年
- 増本浩子、ヴァレリー・グレチュコ共訳、新潮文庫、2015年
- 石井信介訳、未知谷、2022年（タイトルは『犬の心』）